# Manque (Sarah Kane)
Pour les articles homonymes, voir Manque.
Manque (Crave) est une pièce de théâtre en un acte, écrite par la dramaturge anglaise Sarah Kane (1971-1999), qui choisit de la présenter, à sa création, sous le pseudonyme de « Marie Kelvedon ».
Quatrième et avant-dernière pièce de l'auteure, Manque est montée pour la première fois le 13 août 1998, à Édimbourg, en Écosse, un peu plus de six mois avant son suicide par pendaison à l'âge de 28 ans.
Manque est dédié à Mark Ravenhill, l'auteur britannique de la pièce à controverse Shopping and Fucking, dont l'œuvre est également classée au sein du courant du théâtre In-Yer-Face.

## Présentation
Dans Manque, un dialogue intertextuel s'articule entre quatre personnages anonymes, identifiés chacun par une lettre de l'alphabet : A, B, C et M. Leur sexe et leur tranche d'âge ne sont discernables qu'au travers du contexte de la pièce. De même, il est souvent difficile de déterminer l'adresse de chacune des répliques. En fait, l'auteure ne fournit aucune description des personnages et aucune indication scénique, laissant libre cours aux choix de mise en scène et de direction d'acteurs.
Manque marque un changement stylistique radical dans l'œuvre de Sarah Kane. S'inspirant par moments de ses lectures de la Bible ou de La Terre vaine, le long poème épique de T. S. Eliot, la dramaturge y adopte une écriture non-linéaire, avec des accents poétiques, et dépourvue de violence scénique, comme c'était le cas dans ses pièces précédentes. Elle poursuivra néanmoins cette approche dans 4.48 Psychose, son ultime création.
Sarah Kane expliquait sa démarche de la manière suivante : «Je voulais découvrir comment un poème pouvait quand même être théâtral. C'est vraiment une expérience sur la forme, sur la langue, sur le rythme, sur la musique. Avec Manque, les fils de la narration ne sont pas chronologiques, j'entends les gens dire les choses les plus bizarres dans des situations étranges.»
Dans cette pièce, la poésie n'est donc jamais loin du théâtre. Mais il s'agit ici d'un théâtre abstrait, noir, énigmatique qui évoque à la fois le désir, la joie, l'amour et la mort.

## Culture populaire
- La chanteuse islandaise Björk s'est inspirée de Manque de Sarah Kane pour écrire les paroles de sa chanson intitulée An Echo, A Stain, 8e titre de son cinquième album, Vespertine, sorti en 2001.